# هامبو
هامبو (به لاتین: Hambou) یک منطقهٔ مسکونی در مجمع‌الجزایر قمر است که در گرند کومور واقع شده‌است.

## خصوصیات
هامبو ۷۵۳ نفر جمعیت دارد.